# Gen geometric
În geometria algebrică genul geometric este un invariant birațional fundamental pg în varietățile algebrice⁠(d) și varietățile complexe⁠(d).

## Definiție
Genul geometric poate fi definit pentru varietăți proiective complexe nesingulare și, în general, pentru varietăți complexe ca numărul Hodge⁠(d) hn,0 (egal cu h0,n prin dualitatea Serre) , adică dimensiunea sistemului liniar canonic plus unu.
Cu alte cuvinte, pentru o varietate V de dimensiune complexă n este numărul de n-forme olomorfe liniar independente care se găsesc în V. Acestă definiție, ca dimensiune a lui
H0(V,Ωn)
se transferă la orice corp de bază, când Ω este considerat familia de diferențiale Kähler⁠(d), iar puterea este cea mai mare putere exterioară, fibratul de drepte⁠(d) canonic⁠(d).
Genul geometric este primul invariant pg = P1 al unui șir de invarianți Pn numiți inelul canonic.

## Cazul curbelor
În cazul varietăților complexe, (locurile geometrice complexe ale) curbelor nesingulare sunt suprafețe Riemann⁠(d). Definiția algebrică a genului este în acord cu noțiunea topologică. Pe o curbă nesingulară, fibratul de drepte canonic are gradul 2g − 2.
Noțiunea de gen apare în special în enunțul teoremei Riemann–Roch⁠(d) și a formulei Riemann–Hurwitz. După teorema Riemann-Roch, o curbă plană ireductibilă de gradul d are genul geometric
{\displaystyle g={\frac {(d-1)(d-2)}{2}}-s,}
unde s este numărul singularităților.
Dacă C este o suprafață ireductibilă (și netedă) în planul proiectiv⁠(d) decupat de o ecuație polinomială de gradul d, atunci fibratul dreptelor sale normale este fibratul Serre {\displaystyle {\mathcal {O}}}(d), deci fibratul de drepte canonice al C este dat de
{\displaystyle {\mathcal {K}}_{C}=\left[{\mathcal {K}}_{\mathbb {P} ^{2}}+{\mathcal {O}}(d)\right]_{\vert C}={\mathcal {O}}(d-3)_{\vert C}}

## Genul varietăților singulare
Definiția genului geometric este transferată clasic la curbele singulare C, prin decretarea că
pg(C)
este genul geometric al normalizării C'. Adică deoarece aplicația
C′ → C
este birațională⁠(d), definiția este extinsă de invarianța birațională.